# Ley de Confucio
Se llama ley de Confucio a una regla universal, inventada por estudiantes [¿por quién?] como recurso necesario, basado en la redundancia y la ambigüedad a partir de un concepto básico del cual se tenga cierto grado de certeza. Teniendo como objetivo principal, el de convencer a las demás personas, de una manera hábil y precisa; sin demostrar nunca la falta de conocimiento del tema a tratar.

## Modo de uso
1. Ordenar bien las pocas ideas que se conocen sobre el tema.
2. Relacionar las anteriores ideas usando conectores lógicos.
3. Identificar los posibles sucesos de la vida real que se vean vinculados a las ideas.
4. Combinar dichos acontecimientos con diferentes puntos de vista y opiniones personales.
5. Alargar el tema con el uso de ejemplos o situaciones, en las que sucede lo mismo pero de diferentes formas.

### Precauciones
1. La ley debe usarse de modo moderado y conciso.
2. Debe aplicarse en cerca de un 40% a 60% máximo.
3. Si se sobrepasa el margen porcentual de la ley podría ser muy notoria la falta de recursos y conocimientos del tema.